# Brujos de Izalco
Los Brujos Mario Calvo Fútbol Club, más conocido como Brujos de Izalco, es un club de fútbol salvadoreño de la ciudad de Izalco, en Sonsonate. Fue fundado en 1958 y juega sus partidos como local en el Estadio Salvador Mariona. Actualmente participa en la Liga de Plata, correspondiente a la segunda división del fútbol en El Salvador.

## Historia reciente
En 2016, el club compró la franquicia de Quequeisque para poder jugar en la Liga de Plata.

## Entrenadores
- Ricardo López Tenorio (1978 - 1980)
- José Raúl Chamagua (1993)
- Milton Velásquez
- Jorge Calles (enero de 2016 - diciembre de 2016)
- Marcelo Escalante (enero de 2017 - diciembre de 2017)
- Juan Ramón Paredes (diciembre de 2017 - junio de 2018)
- Ruben Alonso (junio de 2018 - junio de 2019)
- Manuel Melgar (septiembre de 2019 -)